# Grafton (Dakota del Nord)
Grafton è un centro abitato (city) degli Stati Uniti d'America, capoluogo della Contea di Walsh, nello Stato del Dakota del Nord. Nel censimento del 2000 la popolazione era di 4.516 abitanti. La città è stata fondata nel 1881.

## Geografia fisica
Secondo i rilevamenti dell'United States Census Bureau, la località di Grafton si estende su una superficie di 8,90 km², tutti occupati da terre.

## Popolazione
Secondo il censimento del 2000, a Grafton vivevano 4.516 persone, ed erano presenti 1.143 gruppi familiari. La densità di popolazione era di 507 ab./km². Nel territorio comunale si trovavano 2.005 unità edificate. Per quanto riguarda la composizione etnica degli abitanti, il 91,67% era bianco, lo 0,58% era afroamericano, l'1,35% era nativo, lo 0,38 proveniva dall'Asia, il 4,69% apparteneva ad altre razze e l'1,33% a due o più. La popolazione di ogni razza ispanica corrispondeva al 9,57% degli abitanti.
Per quanto riguarda la suddivisione della popolazione in fasce d'età, il 24,2% era al di sotto dei 18, il 7,4% fra i 18 e i 24, il 26,3% fra i 25 e i 44, il 23,1% fra i 45 e i 64, mentre infine il 19,0% era al di sopra dei 65 anni di età. L'età media della popolazione era di 40 anni. Per ogni 100 donne residenti vivevano 92,3 maschi.